# Topshelf Records
Topshelf Records es un sello discográfico estadounidense de Peabody (Massachusetts).

## artistas actuales
- A Great Big Pile of Leaves
- Boys Life
- Braid
- By Surprise
- Caravels
- CLIQUE
- The City on Film
- Cut Teeth
- Del Paxton
- Diamond Youth
- Donovan Wolfington
- Empire! Empire! (I Was a Lonely Estate)
- Enemies
- Field Mouse
- Frameworks
- Happy Diving
- Infinity Girl
- Kind of Like Spitting
- My Fictions
- Nai Harvest
- Prawn
- Pretend
- Pswingset
- Ratboys
- Slingshot Dakota
- Sorority Noise
- Special Explosion
- Suis La Lune
- Sundials
- Tancred
- The City on Film
- The Jazz June
- The Saddest Landscape
- The Velvet Teen
- The World Is a Beautiful Place & I Am No Longer Afraid to Die
- Toe
- Wild Ones
- Wildhoney
- YEYEY
- You Blew It!

## antiguos artistas
- Aeroplane, 1929
- Baker
- Chamberlain
- Coping
- Crash of Rhinos
- CSTVT
- Deer Leap
- Defeater
- Duck. Little Brother, Duck!
- Feels Like July
- Grown Ups
- Have Mercy
- Lion Club
- Moller
- Moving Mountains
- My Heart To Joy
- Pianos Become the Teeth
- Rooftops
- run, WALK!
- Sirs
- Sixfinger
- Stand Up Get Down
- Street Smart Cyclist
- The Clippers
- Us Against The Archers
- We Were Skeletons
- You, Me, and Everyone We Know

- Datos: Q18353411
- Multimedia: Topshelf Records / Q18353411